# Конки, Эли
Эли́ Конки́ (фр. Elie Konki; род. 6 апреля 1992, Мёлан) — французский боксёр, представитель наилегчайшей весовой категории. Выступает за сборную Франции по боксу начиная с 2010 года, участник летних Олимпийских игр в Рио-де-Жанейро, победитель и призёр турниров национального значения. С 2017 года боксирует на профессиональном уровне.

## Биография
Эли Конки родился 6 апреля 1992 года в коммуне Мёлан департамента Ивелин. Активно заниматься боксом начал с детства, проходил подготовку в боксёрском зале в коммуне Ле-Мюро.

### Любительская карьера
Впервые заявил о себе в 2009 году, выиграв чемпионат Франции среди юниоров и выступив на юниорском чемпионате Европы в Польше. Год спустя вновь стал чемпионом Франции среди юниоров и получил бронзу на турнире Четырёх наций в Берке.
В 2011 году на взрослом чемпионате страны занял второе место в зачёте наилегчайшей весовой категории и вошёл в основной состав французской национальной сборной. Получил бронзу на международном турнире «Таммер» в Хельсинки, побывал на чемпионате Европы в Анкаре, где на стадии четвертьфиналов был остановлен валлийцем Эндрю Селби.
На чемпионате Франции 2012 года одолел всех соперников в наилегчайшем весе и завоевал золотую медаль. Провёл два поединка на турнире Четырёх наций, уступил ирландцу Майклу Конлану и соотечественнику Нордину Убаали.
В 2013 году защитил звание национального чемпиона, боксировал на Средиземноморских играх в Мерсине и на чемпионате мира в Алма-Ате, однако попасть в число призёров на этих соревнованиях не смог. В числе прочего одержал победу на Мемориале Умарханова в Махачкале.
В 2014 и 2015 годах так же неизменно становился чемпионом Франции, находясь в основном составе французской боксёрской команды. Выиграл серебряную медаль на чемпионате Европейского Союза в Софии, выступал на европейском первенстве в Самокове и на Европейских играх в Баку.
На мировом олимпийском квалификационном турнире в Азербайджане дошёл до четвертьфинала и получил именную лицензию на участие в летних Олимпийских играх 2016 года в Рио-де-Жанейро. На предварительном этапе наилегчайшего веса им был побеждён представить Германии Хамза Туба, но во втором поединке Конки встретился с россиянином Михаилом Алояном и проиграл ему со счётом 0:3.
После Олимпиады в 2017 году Эли Конки присоединился к французской команде «Боевые петухи», выступающей в полупрофессиональной лиге WSB.

### Профессиональная карьера
В конце 2017 года Конки успешно дебютировал на профессиональном уровне.